# Bistum Larantuka
Das Bistum Larantuka (lat.: Dioecesis Larantukana) ist eine in Indonesien gelegene römisch-katholische Diözese mit Sitz in Larantuka.

## Geschichte
Das Bistum Larantuka wurde am 8. März 1951 durch Papst Pius XII. aus Gebietsabtretungen des Apostolischen Vikariates Kleine Sunda-Inseln als Apostolisches Vikariat Larantuka errichtet. Das Apostolische Vikariat Larantuka wurde am 3. Januar 1961 durch Papst Johannes XXIII. mit der Apostolischen Konstitution Quod Christus zum Bistum erhoben und dem Erzbistum Ende als Suffraganbistum unterstellt.

## Ordinarien

### Apostolische Vikare von Larantuka
- Gabriel Wilhelmus Manek SVD, 1951–1961, dann Erzbischof von Ende

### Bischöfe von Larantuka
- Antonius Hubert Thijssen SVD, 1961–1973
- Darius Nggawa SVD, 1974–2004
- Franciscus Kopong Kung, seit 2004